# Cryptolabis jovialis
Cryptolabis jovialis är en tvåvingeart som beskrevs av Alexander 1945. Cryptolabis jovialis ingår i släktet Cryptolabis och familjen småharkrankar.
Artens utbredningsområde är Peru. Inga underarter finns listade i Catalogue of Life.